# Пекшиксола
Пекшиксола (мар. Пекшиксола) — деревня в Медведевском районе Марий Эл Российской Федерации. Входит в состав и является административным центром Пекшиксолинского сельского поселения.
Численность населения — 824 чел. (2018 год).

## География
Деревня располагается в 7 км на северо-запад от административного центра района — пгт Медведево.

## История
Упоминается в 1877 году как выселок Пекшик с 24 дворами, в 1886 году — как околоток Пекшиксола с 28 дворами.
В 1909 году в деревне было открыто земское начальное училище. В 1919 году с приходом советской власти училище стало называться Пекшиксолинской советской школой первой ступени. В 1937 году школа была переименована в Пекшиксолинскую начальную школу.
В 1928 году в деревне организован колхоз «13-я годовщина», с 1936 года — «13 лет Октября».
В 1980-х годах деревня получила новое развитие, были построены многоэтажные дома, коттеджный микрорайон «Молодёжный», дом ветеранов, магазин и столовая.

## Население
| 2010 | 2011 | 2012 | 2013 | 2014 | 2015 | 2016 |
| ---- | ---- | ---- | ---- | ---- | ---- | ---- |
| 734  | ↗782 | ↗788 | ↗808 | ↘801 | ↗805 | →805 |
| 2017 | 2018 |      |      |      |      |      |
| →805 | ↗824 |      |      |      |      |      |

По данным на 2014 год из 801 проживающих 648 — марийцы , 123 — русские, 30 — прочие.

## Современное положение
В деревне расположена Пекшиксолинская основная общеобразовательная школа (с дошкольной группой), культурно-досуговый центр, библиотека при нём, магазин. Действует амбулатория Медведевской центральной районной больницы. В деревне размещается администрация Пекшиксолинского сельского поселения.
Жилой фонд представлен 117 индивидуальными и 16 многоквартирными домами, обеспеченными централизованным водоснабжением. Многоквартирные дома имеют централизованное водоотведение. Деревня газифицирована. В планировке населённого пункта несколько улиц.
В центре Пекшиксолы установлен монумент Воинской Славы воинам, погибшим в годы Великой Отечественной войны.

## Известные уроженцы
Лебедев Аркадий Григорьевич (1933—2018) — советский и российский живописец, художник-оформитель, художник-график. Один из создателей и старший преподаватель кафедры культуры и искусства Военно-политической академии имени В. И. Ленина (1974―1988), главный художник Центрального музея Вооружённых сил СССР / РФ (1988―1997). Заслуженный работник культуры РСФСР (1976), заслуженный деятель искусств Российской Федерации (1997).

## Известные жители
Гущин Юрий Михайлович (1946—2010) — главный агроном, директор коллективного сельскохозяйственного предприятия «Пригородный» (1981—2004). Заслуженный работник сельского хозяйства Российской Федерации (1996). Лауреат Государственной премии Республики Марий Эл (1993). Академик Международной академии реальной экономики (2001).